# Darritz-Wahlendorf
Darritz-Wahlendorf ist ein Ortsteil der brandenburgischen Gemeinde Märkisch Linden im Landkreis Ostprignitz-Ruppin. Die beiden Dörfer wurden am 1. April 1939 zusammengeschlossen. Außerdem gehören Charlottenhof, St. Jürgen, Woltersdorf, Woltersdorfbaum und Darritz-Ausbau zum Ortsteil. 

## Sehenswürdigkeiten
Die Dorfkirche Darritz wurde von 1845 bis 1848 im Stil der Schinkel-Nachfolge gebaut.
In Darritz steht ein Gedenkstein auf einem Feldsteinsockel. Auf der Vorderseite befindet sich ein aufgesetztes Eisernes Kreuz und darunter eine Tafel mit der Inschrift: „Aus diesem Kirchenspiel starben den Heldentod für Deutschlands Ehre und Fortbestehen 1914–1918 (16 Namen) Gewidmet von den Kameraden des Kriegervereins Darritz und seinen Freunden“. 
Auf der Rückseite steht: „Den Opfern von Krieg und Gewalt 1939–1953 Gewidmet von den Bürgerinnen und Bürgern der Gemeinde Darritz-Wahlendorf“.